# Black Widow (In This Moment)
Black Widow è il quinto album in studio del gruppo statunitense In This Moment, pubblicato il 17 novembre 2014 dalla Atlantic Records.

## Antefatti
Dopo il successo nel 2012 di Blood, gli In This Moment annunciarono che nel febbraio 2014 sarebbero tornati in studio per registrare un nuovo album. Il chitarrista Chris Howorth rivelò in un'intervista che il gruppo avrebbe lavorato ancora il produttore Kevin Churko. Riguardo al sound del nuovo album affermò: «Sentiamo di aver trovato qualcosa e vogliamo mettere la nostra bandiera in cima a quella collina.». Il 5 febbraio, il gruppò firmò un contratto con l'Atlantic Records. Sulla firma del contratto, la cantante Maria Brink affermò: «Siamo davvero eccitati di pubblicare questo album con l'Altlantic Records, che ha pubblicato i più grandi e più riveriti album di tutti i tempi.».

## Tracce
1. The Infection – 1:49
2. Sex Metal Barbie – 4:22
3. Big Bad Wolf – 5:12
4. Dirty Pretty – 4:07
5. Black Widow – 4:58
6. Sexual Hallucination (feat. Brent Smith) – 6:18
7. Sick Like Me – 5:00
8. Bloody Creature Poster Girl – 4:20
9. The Fighter – 4:52
10. Bones – 4:30
11. Natural Born Sinner – 5:09
12. Into the Darkness – 2:52
13. Out of Hell – 6:34

Tracce bonus della versione Best Buy
1. Turn You – 5:27
2. Rib Cage – 5:06

## Formazione
- Maria Brink – voce, pianoforte
- Chris Howorth – chitarra, cori
- Randy Weitzel – chitarra
- Travis Johnson – basso
- Tom Hane – batteria

## Classifiche
| Classifica (2014) | Posizione massima |
| ----------------- | ----------------- |
| USA Billboard 200 | 8                 |
| USA Top Hard Rock | 3                 |
| USA Top Rock      | 4                 |